# Френсіс Узохо
Френсіс Узохо (англ. Francis Uzoho, нар. 28 жовтня 1998, Нвангеле) — нігерійський футболіст, воротар кіпрської «Омонії» та національної збірної Нігерії.

## Клубна кар'єра
Народився 28 жовтня 1998 року в місті Нвангеле.
У дорослому футболі дебютував 2017 року виступами за команду клубу «Депортіво Б», в якій провів один сезон, взявши участь у 26 матчах чемпіонату. Більшість часу, проведеного у складі другої команди «Депортіво», був основним голкіпером команди.
У тому ж році почав залучатися до основної команди клубу «Депортіво». Станом на 17 січня 2018 року відіграв за клуб з Ла-Коруньї 2 матчі в національному чемпіонаті.

## Виступи за збірну
У 2017 році дебютував в офіційних матчах у складі національної збірної Нігерії.
| Дата       | Місто        | Господарі | Результат | Гості    | Турнір           | Голи | Примітки |
| ---------- | ------------ | --------- | --------- | -------- | ---------------- | ---- | -------- |
| 14-11-2017 | Краснодар    | Аргентина | 2 – 4     | Нігерія  | товариський матч | -    | 46'      |
| 23-3-2018  | Вроцлав      | Польща    | 0 – 1     | Нігерія  | товариський матч | -    |          |
| 27-3-2018  | Лондон       | Нігерія   | 0 – 2     | Сербія   | товариський матч | -2   |          |
| 28-5-2018  | Порт-Гаркорт | Нігерія   | 1 – 1     | ДР Конго | товариський матч | -1   |          |
| Усього     |              | Матчів    | 4         |          | Голів            | -3   |          |

## Титули і досягнення
- Володар Кубка Кіпру (2):

«Омонія»: 2021-22, 2022-23
Збірні
- Чемпіон світу (U-17): 2013
- Бронзовий призер Кубка африканських націй: 2019